# Europastraße 84
Die Europastraße 84 (kurz: E 84) durchquert die Türkei von Keşan in östlicher Richtung durch den europäischen Teil der Türkei bis nach Silivri. Als Autobahn ist die Europastraße nicht ausgebaut.

## Verlauf
Die Europastraße 84 führt beginnend von Keşan, wo sie von den Europastraßen 87 und 90 abgeht, über die D 110 Karayolu nach Malkara und dann nach Tekirdağ. Der Verlauf folgt hier der Küstenlinie zum Marmarameer. Die nächste Station ist Marmara Ereğlisi, von wo letztlich Silivri erreicht wird. Dort trifft die E84 auf die E80.
Die Europastraße 84 durchquert die türkischen Provinzen Edirne, Tekirdağ und Istanbul.